# Witold Gruca

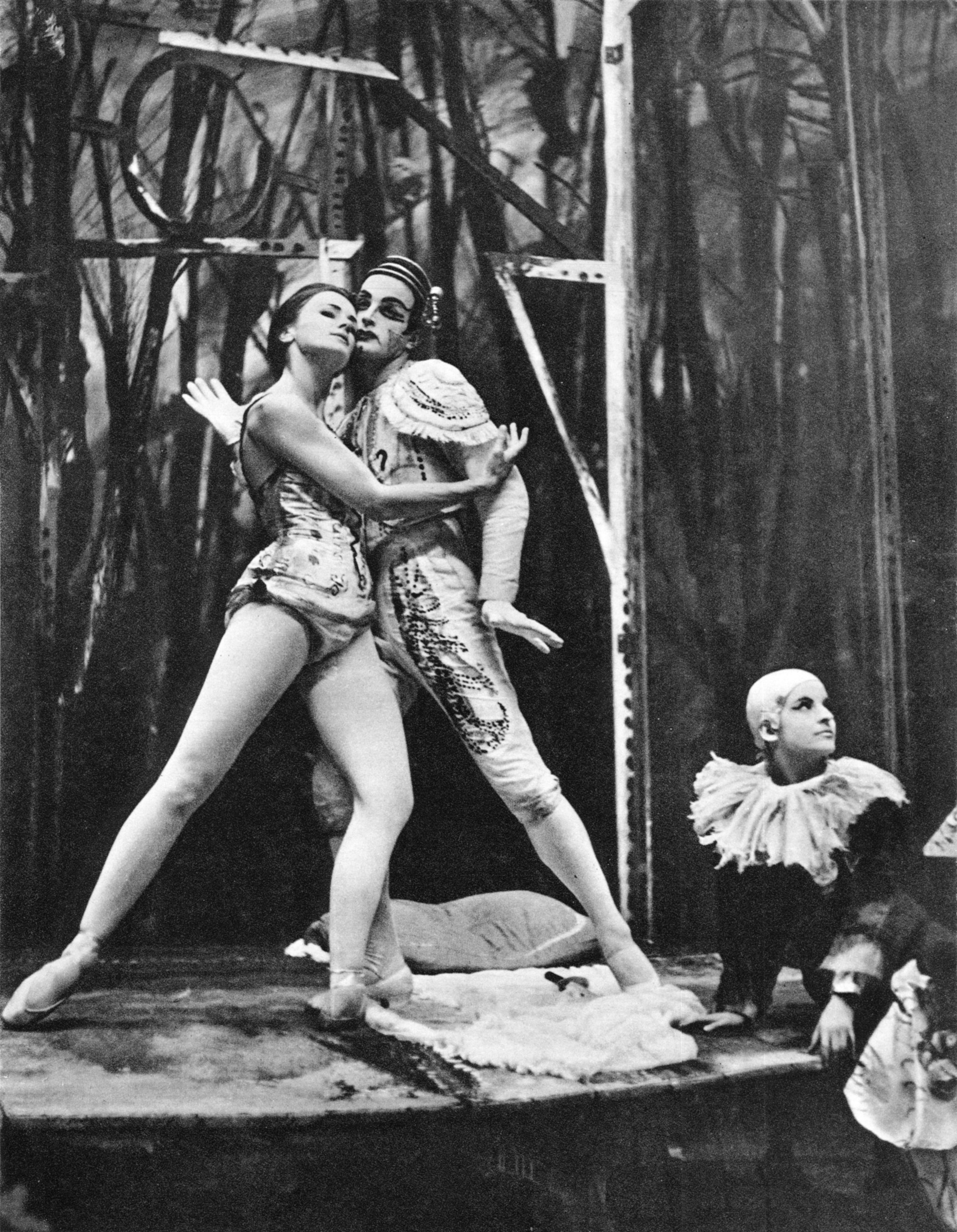
Witold Gruca en Maria Krzyszkowska tijdens een voorstelling

Witold Gruca (Krakau, 15 augustus 1927 - Skolimów-Konstancin, 11 juli 2009) was een Pools danser en choreograaf.
Gruca studeerde van 1941 tot 1948 dans in Krakau en ging nadien dansen in Opole (1946-1947), Wrocław (1948), Poznań (1949-1952) en bij de Opera van Warschau (1952-1956). In de periode 1956-1961 danste hij in duet met de danseres Barbara Bittnerówna. In 1961 keerde hij terug naar de Opera van Warschau en werd er solist. Hij stond in 1967-1968 aan het hoofd van het ballet aldaar. Gruca werd ook choreograaf van talloze producties voor toneel, opera, TV en film. Hij speelde ook de rol van danser en choreograaf in een aantal Poolse films.